# Peillac

Peillac este o comună în departamentul Morbihan, Franța. În 1 ianuarie 2022 avea o populație de 1.865 de locuitori.